# Diuca diuca
La diuca común o simplemente diuca  (Diuca diuca) es una especie de ave paseriforme de la familia Thraupidae, en la actualidad la única perteneciente género Diuca. Es nativa del Cono Sur de América del Sur.

## Distribución y hábitat
Se distribuye como residente reproductivo desde el noroeste de Argentina (una población más al norte, en el sur de Bolivia) y norte de Chile (Antofagasta), hacia el sur (por el oeste y toda la Patagonia) hasta el sur de Argentina (sur de Santa Cruz) y sur de Chile (hasta el estrecho de Magallanes). En los inviernos australes algunas migran hacia el este de Argentina, oeste de Uruguay llegando hasta el extremo suroeste de Brasil (Río Grande do Sul).
Esta especie es generalmente común en una variedad de hábitats abiertos, áreas arbustivas, jardines, áreas cultivadas, estepas, praderas, principalmente por debajo de los 2000 m de altitud, llegando hasta los 3600 m en el noroeste argentino.

## Descripción
Alcanza entre 16 y 17 cm de longitud. Su coloración general es gris con una gran mancha blanca en la garganta y abdomen, y sectores acanelados en el bajo vientre. Sus plumas subcaudales son blancas con bordes acanelados. Sus alas y cola son negruzcas, esta última con mancha blanca en la parte terminal. Su pico es negruzco, azul-grisáceo en la base y mandíbula, las patas son pardo grisáceas a negruzcas. El iris es pardo. Las hembras son ligeramente más teñidas de pardo, aunque ambos sexos de las aves patagónicas también lo son, y son menores.

## Comportamiento
La diuca pasa su mayor parte del tiempo picoteando el suelo en busca de alimento, pero también se encarama libremente en arbustos y árboles bajos. En los inviernos se junta en pequeños grupos familiares. Si bien la diuca no es un ave muy territorial, en época de reproducción puede ser muy agresiva si alguna persona u otra ave se acerca a su nido.

### Alimentación
Su dieta consiste básicamente de vegetales, semillas y algunos artrópodos especialmente en la época de crianza. Ocasionalmente consume frutos.

### Reproducción

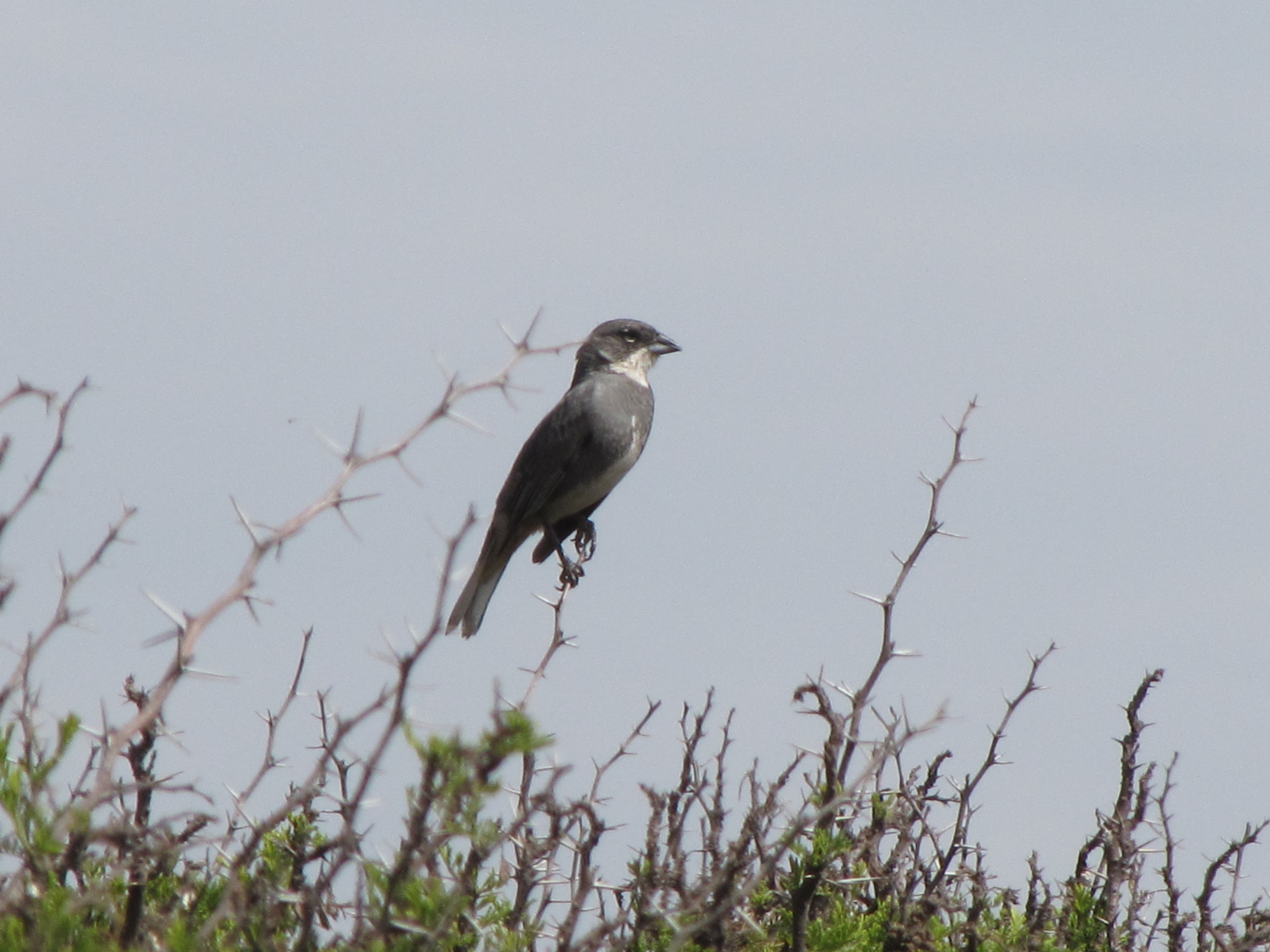
Diuca posada sobre un espino, árbol donde comúnmente hace su nido.

En período de reproducción vive en parejas, pero durante el resto del año forma bandadas más grandes. Nidifica desde fines de agosto hasta diciembre. El nido, hecho de pastos y fibras, puede estar en cualquier arbusto, árbol pequeño o matorral, pero nunca en el suelo. Los huevos, que llegan a ser de dos a cuatro, son de color azul-verdoso pálido cubiertos con muchas pintas y manchas café verdosas u oliváceas, y de dimensiones de 24 x 17 mm. La subespecie Diuca diuca crassirostris coloca huevos más grandes, de dimensiones de 25 x 18 mm.

### Vocalización
La diuca tiende a cantar principalmente en las mañanas; tiene un canto melodioso, continuo y lento. Por ejemplo «chit, chuuit, chuuit-chiu, chuuit».

## Sistemática

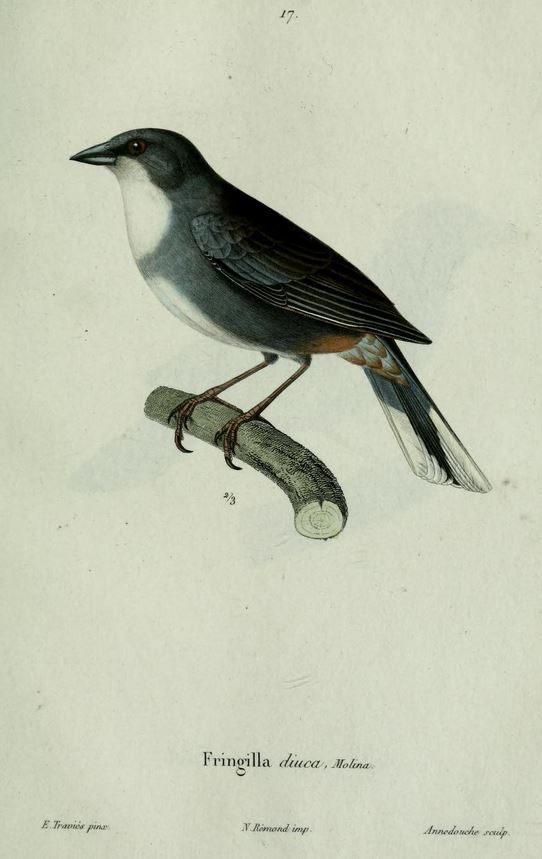
Fringilla diuca, ilustración en Voyage autor du monde par les mers de l'Inde et de Chine exécuté sur le corvette de l'état La Favorite, 1839.

### Descripción original
La especie D. diuca fue descrita por primera vez por el naturalista hispano – chileno Juan Ignacio Molina en 1782 bajo el nombre científico Fringilla diuca; su localidad tipo es: «Chile».
El género Diuca fue propuesto por el ornitólogo alemán Heinrich Gottlieb Ludwig Reichenbach en 1850.

### Etimología
El nombre genérico femenino Diuca que es también el nombre específico, tiene origen en la palabra del idioma araucano «diuca» o «siuca», utilizado para identificar precisamente esta ave.

### Historia taxonómica y relaciones filogenéticas
Anteriormente colocado en la familia Emberizidae, el género Diuca fue transferido para Thraupidae con base en diversos estudios genéticos, citando Bledsoe (1988), Klicka et al. (2007), Campagna et al. (2011)), y Sedano & Burns (2010). La Propuesta N° 512 al Comité de Clasificación de Sudamérica (SACC) de noviembre de 2011, aprobó la transferencia de diversos géneros (entre los cuales Diuca) de Emberizidae para Thraupidae.
Tradicionalmente, el género Diuca incluía dos especies, la presente y Diuca speculifera; sin embargo los amplios estudios de filogenias completas de grandes conjuntos de especies de la familia Thraupidae basadas en muestreos genéticos de Burns et al. (2014) demostraron que las dos especies no eran ni cercanamente relacionadas, con la presente situada en la subfamilia Thraupinae, pariente próxima a Gubernatrix cristata y Neothraupis fasciata, y D. speculifera situada en Diglossinae, hermanada con Idiopsar brachyurus. Burns et al. (2016) propusieron transferir esta última a un nuevo género monotípico Chionodacryon, sin embargo el SACC en la Propuesta N° 730 parte 16 prefirió incluirla en un género Idiopsar más ampliamente definido, con lo cual el presente género se volvió monotípico. Esta modificación taxonómica fue seguida por el Congreso Ornitológico Internacional (IOC) y Clements Checklist/eBird.

### Subespecies

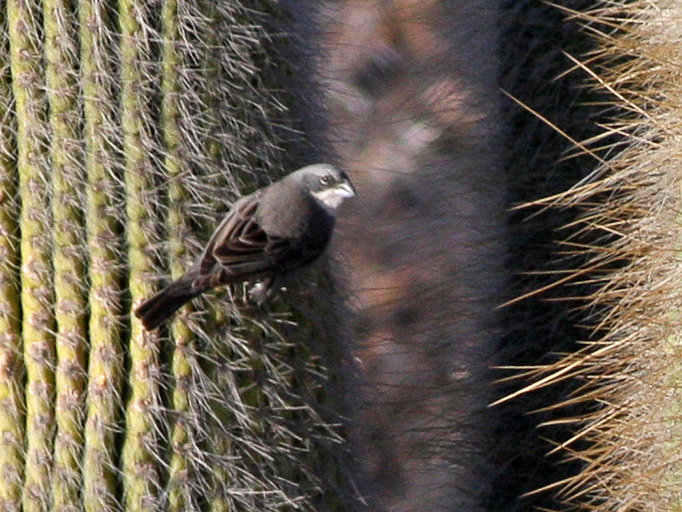
Diuca del norte (Diuca diuca crassirostris) en Salta, Argentina.

Según las clasificaciones del IOC y Clements Checklist/eBird v.2019 se reconocen cuatro subespecies, con su correspondiente distribución geográfica:
- Diuca diuca crassirostris Hellmayr, 1932 – Andes del norte de Chile y  norte de Argentina. Conocida como diuca del norte, tiene el pico más grande, además pone huevos de mayor tamaño.
- Diuca diuca diuca (Molina), 1782 – centro de Chile hasta el estrecho de Magallanes y centro de Argentina; probablemente esta subespecie introducida en Rapa Nui.
- Diuca diuca chiloensis Philippi Bañados & Peña, 1964 – habita tan solo en Chiloé (litoral de Chile). Conocida como diuca de Chiloé es más pequeña de lo normal.
- Diuca diuca minor Bonaparte, 1850 – Argentina (desde Córdoba hasta Santa Cruz); hasta el suroeste de Brasil.